# Allegoria della Pazienza

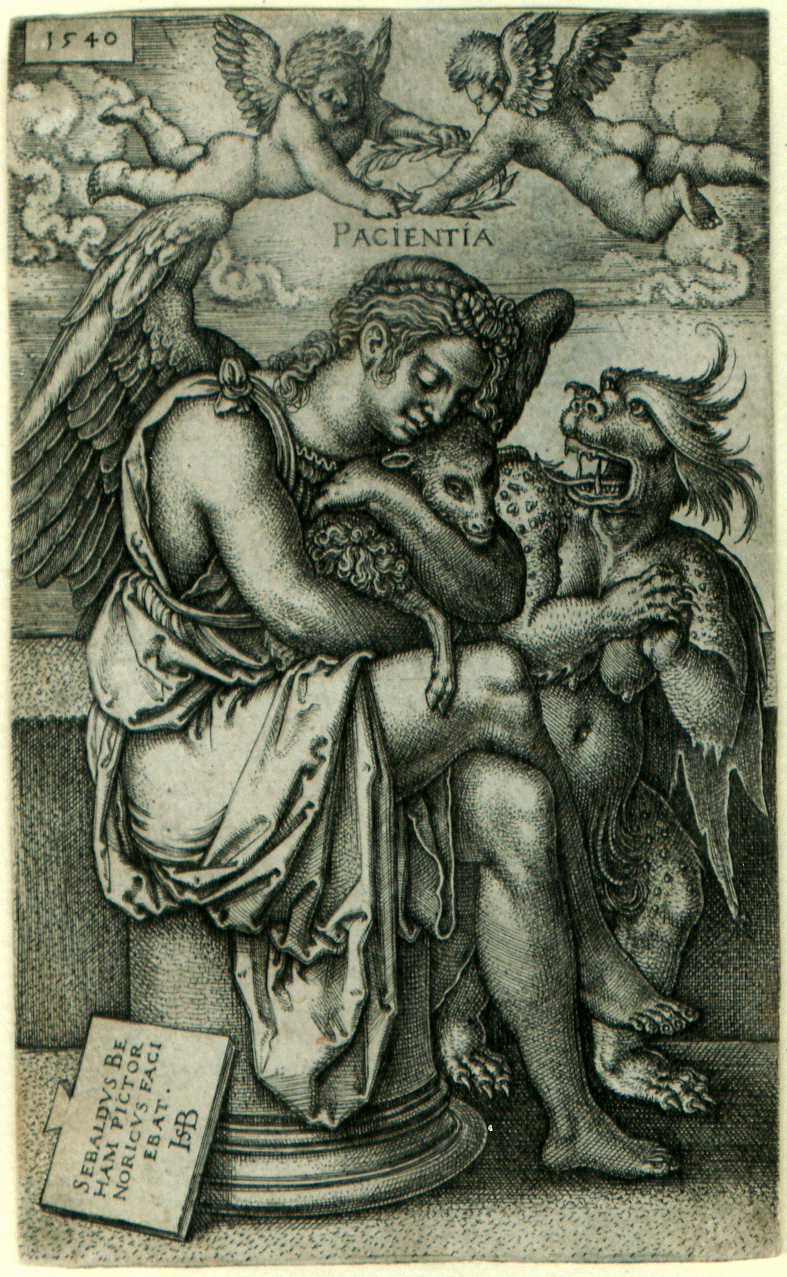
Pacientia (1540), stampa allegorica di Hans Sebald Beham

L'allegoria della Pazienza è un diffuso e tema iconografico dell'allegoria sacra, che ha lasciato ricorrente testimonianze nelle arti visive, in particolare nella pittura e nell'illustrazione a stampa.
L'iconografia, dai contenuti iniziali di ispirazione spiccatamente teologica, ha subito uno slittamento in territorio "profano", avvenuto nello scorcio di tempo intorno alla metà del XVI secolo, in ambiente artistico fiorentino, i cui risultati si sono prestati a un'utilizzazione in chiava politica, nel clima storico delle corti rinascimentali italiane.

## Simbologia religiosa

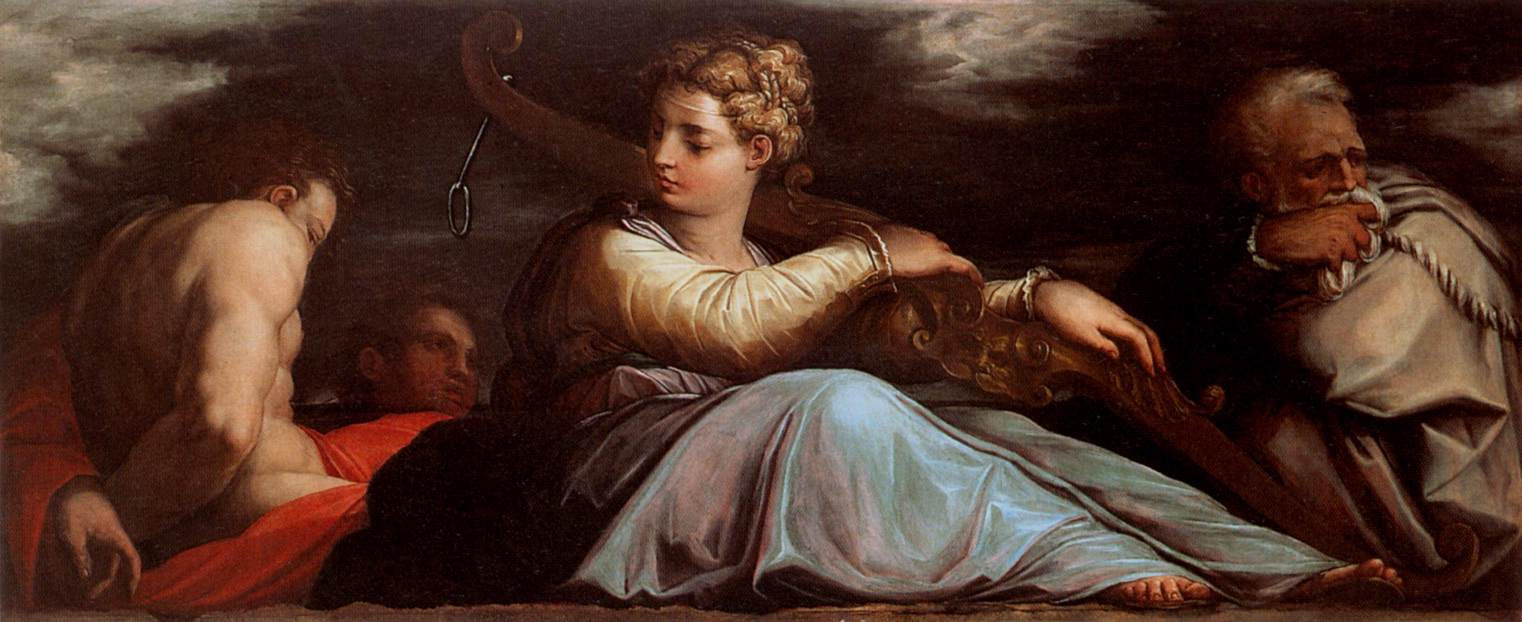
Simbologia della Pazienza col giogo (Vasari, 1552). Gallerie dell'Accademia

La personificazione di questa virtù, di norma, persegue un intento moraleggiante, che si muove, pertanto, su un terreno teologico che riflette la tradizione del Vangelo e della Patristica.
La Patientia è rappresentata come una donna incatenata e spesso sottoposta al giogo, simbolo, quest'ultimo, della Passione del Cristo (in alcune rappresentazioni, la Pazienza è raffigurata proprio sotto il peso della Croce cristiana).

## Allegoria della Pazienzadi Palazzo Pitti
Si distacca da questa tradizione la Pazienza custodita alla Galleria Palatina di Firenze. Di autore incerto, esposta nella Sala di Prometeo di Palazzo Pitti, l'opera è stata ritenuta a lungo di Francesco Salviati, prima di essere attribuita a Girolamo Siciolante da Sermoneta da Federico Zeri. Tuttavia, una congettura affermatasi in epoca successiva la riconduce a Giorgio Vasari (e, a seguito della ricostruzione dovuta ad Anna Bisceglia e Barbara Agosti, alla collaborazione con Gaspar Becerra), quale il frutto di una commissione che Bernardetto Minerbetti, vescovo e uomo di corte di Cosimo I de' Medici, propose nel 1551 al Vasari. L'occasione era un riferimento alla stessa esistenza del Minerbetti, sottoposto, in gioventù, a una penosa subordinazione allo zio Francesco Minerbetti, dal pessimo carattere, facoltoso ma "avaro e ignorante": la pazienza del giovane rispetto all'umiliante condizione era stata poi premiata da un'esistenza abbastanza soddisfacente, grazie ai beni ereditati dallo zio. Del coinvolgimento di Vasari è traccia nel suo epistolario: basandosi sul suo consiglio, e su quello di Michelangelo Buonarroti e Annibal Caro, fu realizzato un disegno a Roma, di anonimo, conservato al Gabinetto dei disegni e delle stampe della Galleria degli Uffizi, mentre il dipinto a olio fu fatto dal Vasari alla fin del 1553.
La pazienza commissionata di Palazzo Pitti raffigura una fanciulla in piedi, con la caviglia incatenata a una roccia. Lo sguardo della donna è rivolto a un vaso che sta sulla roccia, in paziente attesa che il lento stillicidio dell'acqua dal vaso corroda la roccia sottostante, portando alla liberazione dalla catena.

### Fortuna iconografica dell'allegoria vasariana
La soluzione innovativa nell'opera attribuita alla mano del Vasari e del Becerra si prestava bene a un utilizzo in chiave strumentale, nel clima politico delle corti rinascimentali delle signorie cittadine. La simbologia proposta ebbe una notevole fortuna: come riconosciuto per la prima volta da Hermann Voss, ispirata a questa concezione è un'opera che Ercole II d'Este, alla corte di Ferrara, commissiona a Camillo Filippi nelle stesse dimensioni dell'archetipo fiorentino (ora alla Galleria estense di Modena). La fortuna di questa simbologia si estese subito alla numismatica, ispirando una moneta e una medaglia, coniate e fuse da Pompeo Leoni nel 1554. La medaglia, secondo Adolfo Venturi, pendeva al collo del busto del duca Ercole, ora alla Galleria Estense (alla stessa virtù, unita alla Fortezza, alludeva la raffigurazione di Atlante ed Ercole sul basamento del busto.
Un'Allegoria della Pazienza, sovrapponibile per iconografia al modello fiorentino, con la sola eccezione dell'aggiunta della figura di un putto, fu eseguita da Jacopo Chimenti da Empoli, e oggi conservata a Roma, in una raccolta privata.

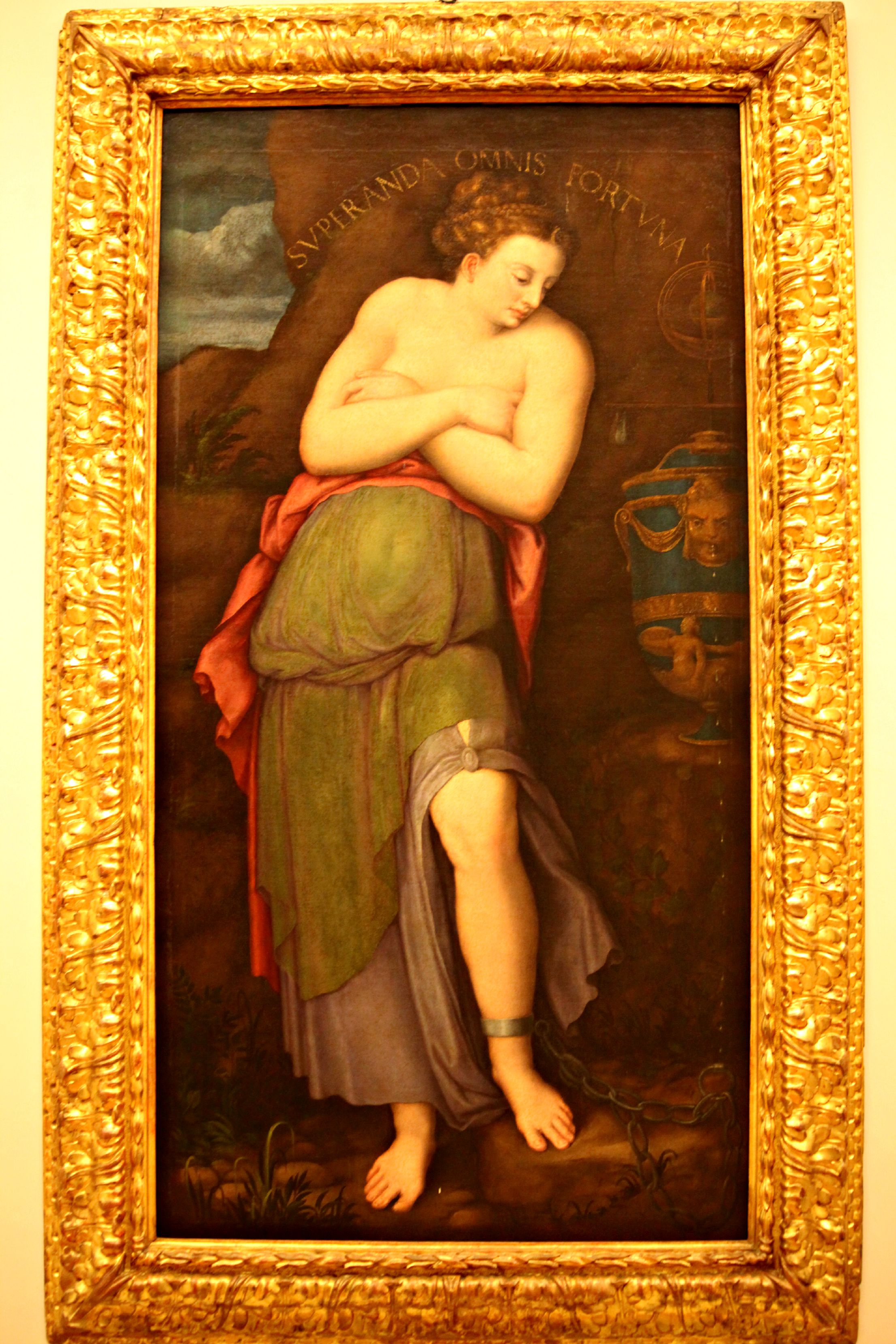
Camillo Filippi e Bastianino (Sebastiano Filippi), Allegoria della pazienza, 1553-54, Galleria Estense, Modena.
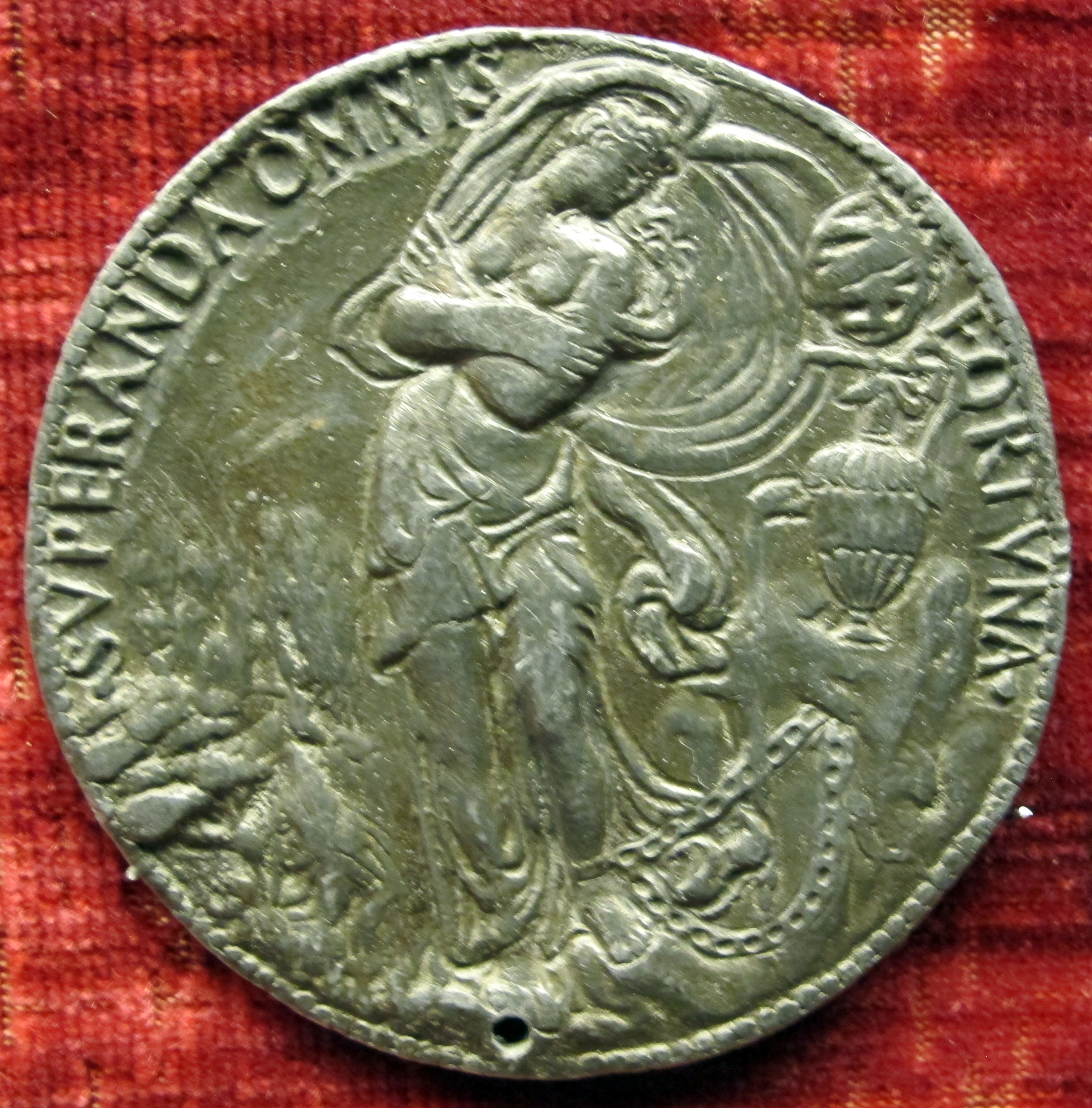
Pazienza incatenata alla roccia. Medaglia di Ercole II d'Este, opera di Pompeo Leoni